# 冯志明
馮志明（1957年—），別名老馮。香港著名漫畫家。

## 生平

### 入行經過
馮志明在中一留過級，之後他退了學，當過電子廠工人，初次應徵上官小威助理失敗，半年後捲土重來終於成功受聘。馮志明被上官小威聘用後就成為「喜報」的創業班底之一，他第一次發表的作品是「小偷」；及後「喜報」倒閉，他就和謝志榮與馬榮成等三師兄弟跟隨上官小威再搞「金漫畫」。但「金漫畫」捱了一年就執笠；一班小伙子又轉投「青報」。後來「青報」易手，馮志明不滿新老闆黃光的作風而擲筆他去，轉去當油畫師，但卻為了點點的個人原則被解僱。

### 輾轉加入玉郎機構
後來，失業了半年的他，決定重操故業，加入上官小寶的「連環圖日報」。「連環圖日報」捱不了一年又倒閉，馮志明於是隨大隊加入「玉郎機構」。在「玉郎機構」期間，馮志明的作品比較多元化，但卻未見突出。
1987年，馮志明和劉定堅向祈文傑提出「刀劍笑」計劃被拒而離開「玉郎」。期間，馮志明以隱形人的身份效力「鄺氏」，曾協助過牛佬編寫「李小龍」，又以「老頭」的筆名在「鬼書皇」中寫了不少散稿。在「鄺氏」中的九個月裡，馮志明結識了一班頗投契的主筆，當中包括司徒劍僑、洪永仁和鄭裕成。

### 刀劍笑時期
之後馮志明更與鄭裕成合作「漫畫製作室」，出版過一些鬼故漫畫。1988年，馮志明與劉定堅一同創立「自由人出版公司」，並推行以「主筆承包製作費」的模式經營漫畫。同年六月，「刀劍笑」創刊即賣個滿堂紅，而每期最高銷數曾經高達七萬。1989年「天下出版社」成立，原本由「玉郎」、「鄺氏」和「小威」三分天下的局勢，在八十年代末期已崩散成為新一輩人的世界。
九十年代初，漫畫市場雖百花齊放，但主導者都是以「天下」、「自由人」和「文傳」為主。曾有一段期間，「自由人」廖化作先鋒的狂出二、三線漫畫，不但未能叫好叫座，更令公司消耗了不少早年賺回來的資金。
1993年，黃玉郎出獄後創立「玉皇朝」，令市場上出現微妙的變化，「天子傳奇」和「超霸世紀」令讀者眼前一亮；同時也令其他行家產生一定的威脅性。
1994年，「自由人」的漫畫銷量已大不如前；為求在劣勢中生存，有漫畫人竟不顧後果的狂賣「情」字頭的色情漫畫，表面上以愛情漫畫包裝，內裡卻大賣真人裸照春光，受盡社會輿論抨擊。結果，輿論壓力下政府採取行動，引用淫褻及不雅物品條例，禁絕色情漫畫，不止令漫畫行業形象受蒙污，更連帶日後的二級漫畫也需加上一條佔去封面五分之一面積的警告字眼。經此一役，該漫畫人不但身敗名裂，更導致「自由人」的瓦解，與馮志明等主要成員不歡而散。

### 霸刀時期
馮志明脫離「自由人」後自組「精英出版社」出版「霸刀」，為他的新公司賺下第一桶金；及後的「X暴族」也得到讀者們的歡迎。在九十年代尾的兵器熱潮，也是由馮志明的「霸刀」帶動而起，更令他名利雙收。這段期間，剛巧科技股熱潮興起，馮志明曾一度考慮把公司上市。為了需要更多的資金令公司上市，馮志明不惜大展拳腳，他不但把公司搬入柴灣的較大單位，更拉攏柏迪和趙汝德加盟「精英」和續寫「刀劍笑」。
可惜，踏入2000年，科技股熱潮急速降溫，引致股市大跌；漫畫市道不景，「精英」旗下多本漫畫的銷量幾乎跌穿一萬大關；最重要的是馮志明婚變，令他需要面對重重的難關。幸好，馮志明的硬性子，再一次令他把難關捱了過去。2001年，馮志明為求降低成本，不惜倚賴深圳助理製作漫畫的後期工作，更推出新作「[刀劍笑狂沙]」和「X暴族2」，務求在市場中殺出一條血路。

## 漫畫作品
- 《小偷》（喜報）
- 《兄弟》（喜報）
- 《擂台》（金漫畫）
- 《江湖》（金漫畫）
- 《法術小子》（青報）
- 《殺手赤目》（青報）
- 《街頭霸王》（青報）
- 《三笑姻緣》（青報）
- 《鐵漢神龍》（連環圖日報）
- 《小神拳》（連環圖日報）
- 《鱷魚潭》
- 《精武莊》
- 《亞歷士五世》
- 《僮之劍》（漫畫王）
- 《國父傳》
- 《洛奇》
- 《唐龍》
- 《溫柔的槍》
- 《少林奇兵》
- 《刀劍笑》
- 《上帝之手》
- 《上帝之手2》
- 《霸刀》
- 《X暴族》
- 《風塵三俠》
- 《天刃》
- 《刀劍笑狂沙》
- 《神州奇俠》 2008年6月
- 《大俠傳奇》（神州後傳）
- 《四大名捕》2012年6月
- 《大漠蒼狼》（霸刀後傳）

## 曾獲獎項
- 2019年憑《Desert Wolf 大漠蒼狼》榮獲被誉为国际漫画界「诺贝尔」的日本國際漫畫赏「Bronze Award（銅獎）」（从331件参赛作品中，选出1个 Gold Award，3个 Silver Award，11个 Bronze Award）。[1]歷屆在日本國際漫畫赏獲獎的香港漫畫家包括有 Gold Award：李志清、劉雲傑； Silver Award：欧启斯（KAI）、黎達達榮；Bronze Award：Joey Hanma、司徒劍僑、戴慶賢、鄭健和、馮志明、麥天傑。[2]